# 柳石街道
柳石街道，是中华人民共和国广西壮族自治区柳州市柳南区下辖的一个乡镇级行政单位。

## 行政区划
柳石街道下辖以下地区：
城站社区、大同社区、新风社区、城新社区、红阳社区、东站社区、柳邕社区和八达社区。